# Новинка (Волгоградська область)
Новинка (рос. Новинка) — село у Жирновському районі Волгоградської області Російської Федерації.
Населення становить 462 особи. Входить до складу муніципального утворення Олешниківське сільське поселення.

## Історія
Село розташоване у межах українського історичного та культурного регіону Жовтий Клин.
Село засноване 1862 року.
Згідно із законом від 21 лютого 2005 року № 1009-ОД для населеного пункту було встановлено органом місцевого самоврядування Олешниківське сільське поселення.

## Населення
| 2010 |
| ---- |
| 462  |